# Walibi Holland

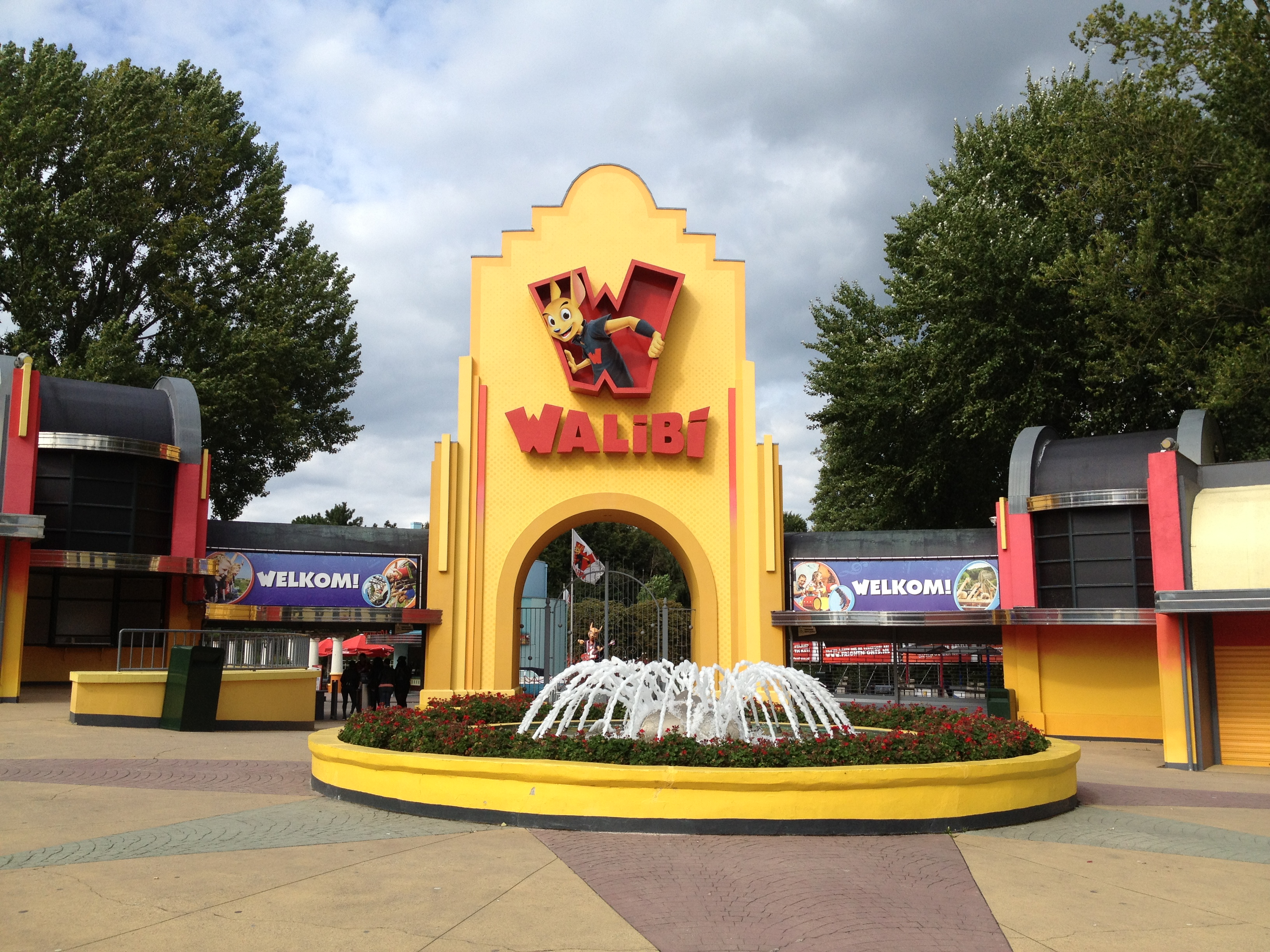
Ingang Walibi (tot 2016 - sinds 2017 is de W dichtgemaakt)

Walibi Holland is een attractiepark, gelegen in Biddinghuizen (gemeente Dronten) in de Nederlandse provincie Flevoland. Voorheen heette dit park Walibi World, daarvoor Six Flags Holland, daarvoor Walibi Flevo, terwijl het park startte als Flevohof.
Onder de naam de Flevohof is het park begonnen als boerderijpark waar stedelingen kennis konden maken met de landbouw. Oorspronkelijk zou het park in Lelystad worden gevestigd. Toen de Flevohof in 1991 failliet ging, werd het park overgenomen door de Walibi Group en hernoemd tot Walibi Flevo. Deze groep werd in 1998 overgenomen door Premier Parks en het park veranderde in 2000 in Six Flags Holland. Vanaf seizoen 2005 tot en met seizoen 2010 was het park bekend onder de naam Walibi World. Sinds seizoen 2011 heet het park Walibi Holland. De meeste attracties, waaronder veel achtbanen en andere 'thrill rides', stammen uit de Walibi Flevo- en Six Flags-periode.
Op het naastgelegen evenemententerrein, oorspronkelijk ontwikkeld door Scouting Nederland voor de Europese Jamboree van 1994 en de Wereldjamboree van 1995, organiseerde zij tevens de Nationale Jamboree van 2000, alsmede de Scout-Ins van 1990, 1992, 1995 en 1997. Ook werden er elk jaar de Scouting Fundays georganiseerd. In 2015 werden deze gehouden in Duinrell. Verder is het sinds 1993 de locatie van het muziekfestival Lowlands, sinds 1996 van de christelijke conferentie Opwekking en sinds 2007 van Fields of Rock. Ook vindt op dit terrein sinds 2011 muziekfestival Defqon.1 plaats. 
Sinds 2022 overwinteren honderden asielzoekers op het evenemententerrein. Hiervoor wordt in het najaar in samenwerking met het COA een tijdelijk asielzoekerscentrum gebouwd op het terrein. Hier kunnen de asielzoekers dan de wintermaanden doorbrengen. In het voorjaar wordt dit asielzoekerscentrum dan weer afgebroken.Voor deze opvang krijgt Walibi van het COA een vergoeding.

## Geschiedenis

### Vooraf: De Flevohof (1971-1992)
Walibi Holland werd geopend als De Flevohof op 21 mei 1971. De Flevohof bestond onder andere uit een indianendorp, huisjes met bijvoorbeeld een ballenbak, modeltreintjes en oldtimers. De Flevohof had ook een leerzaam karakter. Men kon er leren over de landbouw, zoals hoe planten in een kas groeien. De Flevohof had als slogan: Beleef de dag van je leven in de Flevohof. Het laatste seizoen van Flevohof is in 1992.

### Walibi Flevo (1994-1999)
In 1991 werd de Flevohof failliet verklaard en werd het overgenomen door de Walibi Group. Eind 1993 begon de bouw van nieuwe attracties en werd de Flevohof van een educatief park veranderd in een attractiepark. Op 7 mei 1994 heropende het park onder de naam Walibi Flevo. Het was het eerste park op het Europese vasteland dat een over de kop gaande achtbaan kreeg waar de stoeltjes onder de rails hangen (Condor). De naam Walibi is overigens een door de Belgische oprichters gekozen lettergreepwoord, afgeleid uit de Belgische plaatsen Waver, Limal en Bierges. In Waver ligt het 'moederpark'. Doordat in Australië een kleine kangoeroe voorkomt, genaamd Wallaby (wat qua woordbeeld lijkt op Walibi), was de keuze voor een kangoeroe als symbool makkelijk gemaakt. In 1998 werd de Space Shot toegevoegd aan het park. Tot 1998 leek Walibi Flevo nog heel erg op de Flevohof. De belangrijkste gebouwen van de Flevohof waren nog in gebruik. In 1998 werd een aantal van deze gebouwen afgebroken.

### Six Flags Holland (2000-2004)
In 1998 werd de Walibi Group overgenomen door Premier Parks Inc. Dit bedrijf had in Amerika al een groot aantal parken in eigendom, en begon uit te breiden naar Europa. Twee jaar lang was daar niets van merkbaar in het park, tot in 2000 Premier Parks haar naam veranderde in Six Flags Inc. en Walibi werd getransformeerd in Six Flags Holland. Na een miljoeneninvestering opende in datzelfde jaar het park zijn poorten. Er waren 30 nieuwe attracties en een nieuwe thematisering. De Looney Tunes was een belangrijk onderwerp in Six Flags, net als de grote hoeveelheid achtbanen. Six Flags Holland positioneerde zich op de tienermarkt, met de slogan: "Rollercoaster Capital of Europe".

### Walibi World (2005-2010)

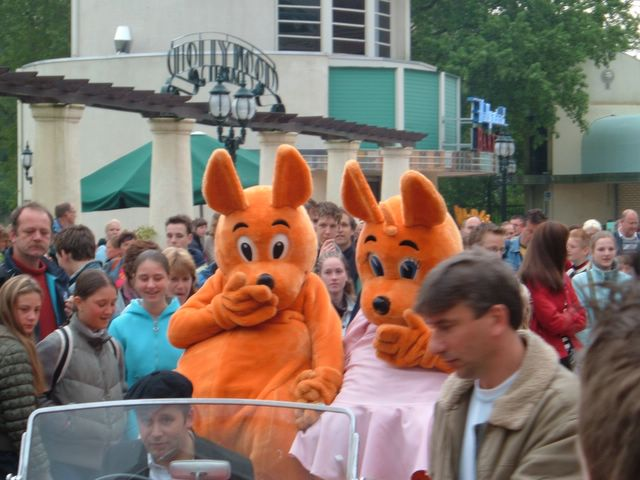
Walibelle samen met Walibi

In 2004 werden Six Flags Holland en de andere Europese parken overgenomen door Palamon Capital Partners. Dit werd ook het laatste jaar voor Six Flags Holland. Het park moest een nieuwe naam krijgen, dus er werd een onderzoek gedaan. Bij 46% van de ondervraagden had Walibi nog steeds een positieve bekendheid. Vanwege de internationale uitstraling van het park werd 'World' toegevoegd. Walibi World is het seizoen daarna (2005) geopend. De Looney Tunes zijn vervangen door de vertrouwde oranje kangoeroe en enkele nieuwe personages. Het gedeelte dat eerder Bugs Bunny Wereld heette werd hernoemd in Walibi Land en de achtbaan "Superman: The Ride" ging verder onder de naam "Xpress".
In de tweede helft van seizoen 2006 zijn de StarParksparken overgenomen door de Franse onderneming Grévin & Cie (Compagnie des Alpes), exploitant van pret- en vakantieparken in heel Europa. Andere parken die ook bij deze groep horen in Nederland zijn het Dolfinarium en Avonturenpark Hellendoorn. Een jaar later werd "La Via Volta" gesloten en werd er een interactieve fontein geplaatst.

### Walibi Holland (vanaf 2011)
Op 20 januari 2011 werd bekend dat het park vanaf 2011 door het leven zal gaan als Walibi Holland. Op een persconferentie in het park op 2 februari 2011 werd de nieuwe naam officieel onthuld. Ook werd er bekendgemaakt dat het park aan het begin van een 5 jaar durende renovatie staat. Dit jaar is Italia omgethematiseerd naar W.A.B Plaza. De nieuwe thematisering sluit aan bij de belevingswereld van kinderen van 8 tot 12 jaar. Het park werd geopend op 9 april. De heropende achtbaan Speed of Sound (vroeger La Via Volta) was drie dagen eerder voor genodigden al open geweest.
In april 2012 opende Club Psyké, een "5D Experience". Dit was een film met effecten. Na 4 jaar werd deze alweer verwijderd en werd dit omgebouwd naar 2 spookhuizen: Slaughterhouse en the Clinic. Sinds 12 oktober 2012 maakt het park gebruik van het fast lane-systeem. Hierdoor zijn verschillende tickets verkrijgbaar via de smartphone. Deze tickets verkorten de wachttijd en reserveren een plaats voor een ritje. Sinds december 2012 biedt Walibi een stilteruimte in het park aan. Uit ervaring bleek dat veel bezoekers behoefte hadden aan een ruimte waar ze zich even rustig konden terugtrekken.
Walibi Holland opende in 2016 een nieuwe achtbaan van bouwer MACK Rides. Op 24 juni 2015 werd bekend dat de achtbaan 32 meter hoog zou worden en 2 inversies zou hebben. De achtbaan zou Lost Gravity heten. De baan werd uiteindelijk in het begin van het seizoen van 2016 geopend. Voor Lost Gravity moest dan wel weer het schommelschip Hudson Bay wijken. Niet dat het schommelschip in de weg stond, maar er zou een stijlbreuk ontstaan zijn bij het aangezicht van de nieuwe achtbaan achter het schommelschip, waardoor directrice Mascha van Till besliste het schommelschip van de hand te doen. Dit schommelschip komt in "speelstad Rotterdam".
Begin 2016 maakte Walibi Holland bekend dat er voor 2017 een nieuwe attractie gepland stond en dat men van plan was in 2019 nóg een nieuwe achtbaan te openen. Met Halloween kwam het park dit jaar wat het attractieaanbod betreft met iets helemaal nieuws: The Clinic. Het is geen gewoon spookhuis, maar een individuele beleving of experience, zoals het park het zelf noemt. Bezoekers maken een kwartier lang in hun eentje de gekste dingen mee, als patiënt vastgebonden op een brancard in een geschift ziekenhuis. Eind 2016 werd bekendgemaakt dat de mascotte 'Walibi' uit het logo van Walibi verdween. Op de toegangspoort staat sindsdien enkel een rode W.
In 2017 werd NeuroGen geopend. Deze attractie zit in hetzelfde gebouw als The Clinic. Ook bij NeuroGen krijgt de bezoeker een behandeling, die ook fout gaat. Tijdens de Halloween Fright Nights zijn The Clinic en NeuroGen tegelijk open.
Begin 2018 maakte het park bekend dat Robin Hood gaat sluiten aan het eind van seizoen 2018. De achtbaan zal worden omgebouwd tot een hybride achtbaan door Rocky Mountain Construction. In een interview maakte directrice Mascha van Till bekend dat in elk geval de lifthill zal worden verhoogd en er nieuwe elementen aan de baan worden toegevoegd.
Op 1 juli 2019 opende Walibi de achtbaan Untamed, dit is een hybride achtbaan die geleverd werd door het Amerikaanse bedrijf Rocky Mountain Construction. De achtbaan heeft 5 inversies en bereikt een topsnelheid van 92 km/u. Het themagebied waar de achtbaan in ligt is aangepast om beter bij de achtbaan te passen. Het voormalige middeleeuws gethematiseerde Sherwood Forest heet nu Wilderness en staat in het teken van verwilderde natuur.
Sinds de opening van Wilderness hebben verschillende themagebieden een nieuw uiterlijk gekregen, door middel van het Festivalization project. Waar dit eerder al gebeurde in het entreegebied Main Street, gebeurde dit respectievelijk in 2020, 2021, 2022 en 2024 voor Speed Zone, Exotic, Zero Zone en W.A.B Plaza. De laatstgenoemde werd hernoemd naar Play Ground.
In 2023 werd op de plek van de gesloten kartbaan het subthemagebied Speed Zone - Off Road geopend. Hier bevinden zich attracties gericht op kinderen en families.
In 2025 opent Walibi in samenwerking met Rocky Mountain Construction twee duellerende achtbanen, onder de naam YOY. Dit nieuwe gebied zal zich bevinden tussen achtbanen Xpress: Platform 13, Goliath en Condor.

### Tijdlijn
1971: Op vrijdagmorgen 21 mei 1971 opent de Flevohof als agrarisch themapark.

1991: De Flevohof wordt failliet verklaard.

1992: Naar aanleiding van het faillissement van de Flevohof neemt de Walibi Group het park over.

1994: Het park heropent als attractiepark met de naam Walibi Flevo. Het park kent vijf themagebieden. Ook wordt de omgekeerde achtbaan El Condor er geopend, een Suspended Looping Coaster van Vekoma.

1995: Een theater wordt geopend. Het biedt plaats aan 1200 personen. De eerste show wordt King Solomon's Mines waarin Amerikaanse stuntmannen een scène naspelen van de beroemde film.

1998: Diverse gebouwen die nog stammen uit de tijd van Flevohof, worden afgebroken. Dat jaar neemt Premier Parcs (het latere Six Flags) het park over. Twee attracties, Space Shot en G-Force, worden toegevoegd aan het park.

2000: Het park wordt grondig verbouwd en krijgt als nieuwe naam Six Flags Holland. Er komen meer dan 30 nieuwe attracties bij, waaronder 4 achtbanen (La Via Volta, Superman the Ride, Flying Dutchman Goldmine en houten achtbaan Robin Hood). In navolging van Villa Volta in de Efteling komt er tevens een madhouse genaamd Merlin's Magic Castle. Ook worden er diverse nieuwe restaurants aan het park toegevoegd. Daarnaast worden dit jaar ook voor het eerst de Halloween Fright Nights gehouden. 

2001: Geruchten gaan de ronde dat er een Hammerhead Stall achtbaan in het park zou komen, deze is echter nooit geplaatst. Eind 2001 komt de aap uit de mouw: het park gaat Goliath openen.

2002: Het park opent in maart Goliath. De achtbaan is met zijn 46 meter hoogte, 106 km/u en meer dan 1200 meter lengte bij opening de hoogste, snelste en langste achtbaan van de Benelux en staat in de top 10 van Europese achtbanen. De achtbaan is direct de grote publiekstrekker voor Six Flags Holland.

2004: Six Flags slaagt er niet in de monsterinvestering terug te verdienen en verkoopt de Six Flags European Division aan Palamon Capital Partners, een Brits investeringsbedrijf. Aan het einde van het jaar wordt bekendgemaakt dat Six Flags Holland terug getransformeerd zal worden naar familiepark Walibi World.

2005: Walibi World opent zijn poorten met een wereldprimeur: Splash Battle. Ook zijn er drie kinderattracties toegevoegd aan het park. Dit jaar werd ook door Sjon & Sjeffrie het evenement New Years Eve geïntroduceerd.

2006: Het park wordt midden in het jaar overgenomen door de Franse onderneming Compagnie des Alpes.

2007: De shuttle-achtbaan La Via Volta wordt gesloten. Het park opent dit jaar een Europese primeur op het plein vóór deze achtbaan: een interactieve fontein, die ook tegen de bezoekers kan praten.

2008: In september 2008 wordt bekendgemaakt dat Mascha van Till de nieuwe algemeen directeur van het park wordt. Zij volgt Jan Reuvers op, die de vier Nederlandse parken van Compagnie des Alpes gaat leiden.

2009: De Aztec wordt uit het park verwijderd. Er wordt naar aanleiding van een ongeluk in attractiepark Liseberg met eenzelfde attractie geconcludeerd dat de veiligheid van inzittenden niet gegarandeerd kan worden. Attractie Aqua Gusto komt hier voor in de plaats. Hier kun je tegen betaling met katapulten elkaar bekogelen met waterballonnen.

2010: Dit seizoen werd een metamorfose van het park aangekondigd. Een groot onderhoud zou worden uitgevoerd en er werd extra thematisering aan het park toegevoegd. Ook werd dat jaar een nieuw evenement geïntroduceerd: Fantasy Festival. Tevens opende men dat jaar een nieuw terras, voor de achtbaan Flying Dutchman Goldmine.

2011: In seizoen 2011 kreeg het park een grote transformatie. Het kreeg eerst en vooral een nieuwe naam: Walibi Holland. Ook Hollywood the Mainstreet kreeg een grote metamorfose met onder andere een aantal vernieuwde winkeltjes en voor het reuzenrad La Grande Roue in France kwam een hypermodern en opvallend podium dat een decor heeft voor een dagelijkse 'Music Battle' tussen de nieuwe bands: Walibi Adventure Band en The Skunx. Enkele themazones krijgen nieuwe namen: Walibi Land wordt: Walibi Playland, en Italia wordt W.A.B Plaza. Verder heropent La Via Volta onder de nieuwe naam Speed of Sound, die tevens opnieuw gedecoreerd is en waar een nieuwe trein op rijdt. Flying Dutchman Goldmine is uit het park verwijderd en naar het Franse park Mer de Sable verhuisd. Naar de plaats van Flying Dutchman Goldmine werd Woks Waanzin verhuisd, dat werd omgedoopt tot Rattle Snake. De lanceerachtbaan Xpress bleef in 2011 gesloten nadat alle 92 statoren het begaven. De baan werd na het seizoen geverfd. De track kreeg de kleur zwart en de ondersteuningen zilver.

2012: Het park investeert in een 5D-Theater: Club Psyke 5D Experience. Het theater wordt gebouwd in het Wild Wild West-gebied. Hier gaat de film Rokken Roll, een film van eigen huis, vertoond worden. Xpress heropent in de nieuwe kleuren. Ook beide treinen werden van een nieuw kleurtje voorzien. 

2013: Walibi Holland heeft fase 1 van de renovatie van het vakantiepark afgerond. Een groot deel van de bungalows is gerenoveerd, de infrastructuur is aangepast, en de bowling heeft plaatsgemaakt voor een nieuwe receptie, loungebar en supermarkt met basisartikelen. Fase 2 wordt afgerond bij de start van seizoen 2014.

2014: Achtbaan Xpress ondergaat een make-over met nieuwe, sterk doorgedreven thematisatie in station en wachtrij, en krijgt een eigen verhaal. De baan wordt hernoemd naar Xpress: Platform 13. Rattle Snake, de vroegere Wok's Waanzin, krijgt een nieuwe trein en wordt hernoemd: Drako. Tevens werd op 25 september 2014 door Walibi Holland bekendgemaakt dat er een nieuwe achtbaan zal openen in 2016. De achtbaan werd gebouwd door MACK Rides.

2015: Reuzenrad La Grande Roue is blauw/wit geschilderd. Verder is het voorplein voor het hoofdpodium vergroot om meer gasten kwijt te kunnen tijdens evenementen.

2016: De achtbaan Lost Gravity opent op 24 maart. Hierdoor gaat themagebied Wild Wild West voortaan verder als Zero Zone. Daarnaast is schommelschip Hudson Bay uit het park verwijderd. Ook de Kids Kartbaan is niet meer te bezoeken. Verder kondigde het park aan dat alleen Walibi voortaan als mascotte door het park loopt. Hiermee verdwijnen de bands W.A.B. (voluit: Walibi Adventure Band) en The Skunx, wat een popgroep was bestaande uit meerdere wallaby's. Voor Halloween wordt de nieuwe attractie The Clinic geopend in het nieuwe themagebied. Het is een soort spookhuis waarin bezoekers individueel vastgebonden op een brancard door een gestoord ziekenhuis worden gereden.

2017: De nieuwe attractie NeuroGen wordt geopend. Dit is een afdeling van The Clinic die het hele jaar door is geopend. De attractie werkt met een VR-bril. 

2018: In februari maakte het park bekend de achtbaan Robin Hood te gaan sluiten aan het eind van het seizoen. De baan zou in 2019 heropenen als een hybride achtbaan met de naam Untamed. Main Street kreeg voor de start van dit seizoen een metamorfose. Dit was de eerste van vele themagebieden die aangepast zouden worden, onder de noemer Festivalization.  In mei vindt er bij de kartbaan een ongeluk plaats.

2019: Aan het begin van het seizoen wordt het vernieuwde themagebied Wilderness geopend, waarbij Merlin's Magic Castle een nieuw uiterlijk krijgt, en topspin Excalibur wordt omgetoverd naar Blast. Op 1 juli vindt de opening plaats van Untamed.

2020: Het themagebied Speed Zone heeft een nieuw uiterlijk gekregen. Alle attracties binnen dit gebied hebben een nieuw ontwerp gekregen wat past binnen dit nieuwe ontwerp. De kartbaan, die ook in Speed Zone ligt, is niet aangepast vanwege het ongeluk dat in 2018 plaatsvond.

2021: Het themagebied Exotic heeft dit jaar een flinke opknapbeurt gehad. Het nieuwe gebied kenmerkt zich door felle kleuren, graffiti en opvallende objecten. Ook de attracties Los Sombreros, Mini Taxi's, El Rio Grande en Condor hebben een metamorfose ondergaan. Condor heeft tijdens deze metamorfose nieuwe treinen gekregen waarbij het ritcomfort flink verbeterd moet worden. Deze opknapbeurt valt onder het Festivalization plan van het park.

2022: Het uiterlijk van Zero Zone is naar het Festivalization-thema getransformeerd. Het park opende voor het eerst ook in de kerstvakantie, onder de noemer Bright Nights.

2023: Het subthemagebied Speed Zone - Off Road, inclusief de familieachtbaan Eat my Dust en fietsmolen Wind Seekers, werd op de plek van de in 2018 gesloten kartbaan geopend. 

2024: Aan de start van het seizoen is Walibi een rookvrij park geworden, met 4 rookzones. Het uiterlijk van het themagebied W.A.B Plaza is door middel van het Festivalization project getransformeerd naar Play Ground, waar uitvergroot speelgoed een groot onderdeel speelt. De Spinning Vibe, Splash Battle, Super Swing, arcadehal Sugar Shot en de pratende fontein krijgen een nieuw uiterlijk. Restaurant Club W.A.B wordt omgebouwd naar Yummy Tummy. De achtbaan Speed of Sound blijft onveranderd. 

2025: Twee duellerende achtbanen, genaamd YOY, openen op 5 april. Hiervoor is een nieuw gebied gecreëerd, welke eerder nog niet toegankelijk voor bezoekers was. Hiermee wordt het oppervlak van het park uitgebreid.

## Economie en bestuur

### Beheer
Walibi Holland is een besloten vennootschap en is onderdeel van Compagnie des Alpes. Walibi Holland heeft een eigen bestuur, dat onafhankelijk van Compagnie des Alpes kan werken.

### Personeel
Walibi Holland heeft (seizoen 2019) 100 medewerkers in vaste dienst, waar in het hoogseizoen zo'n 1250 tijdelijke medewerkers bij komen.

### Bezoekersaantallen
In 2000 is het aantal bezoekers verdubbeld ten opzichte van het jaar ervoor.
Walibi Holland maakt alleen bezoekersaantallen bekend per boekjaar, dat loopt van oktober t/m september. Onderstaande aantallen geven dus geen juist beeld van de aantallen per seizoen.
Vanwege een beveiligingsprobleem met de MediaWiki Graph-software is het momenteel niet mogelijk deze grafiek weer te geven. Zodra de software is bijgewerkt zal de grafiek vanzelf weer zichtbaar worden.
| 1997    | 1998     | 1999    | 2000      | 2001      | 2002      | 2003    | 2004    | 2005    | 2006    | 2007    | 2008    | 2009    |
| ------- | -------- | ------- | --------- | --------- | --------- | ------- | ------- | ------- | ------- | ------- | ------- | ------- |
| 450.000 | ~460.000 | 659.851 | 1.300.000 | 1.200.000 | 1.000.000 | 685.000 | 714.000 | 900.000 | 766.000 | 834.000 | 856.000 | 838.000 |

| 2010    | 2011    | 2012    | 2013    | 2014    | 2015    | 2016    | 2017    | 2018    | 2019    | 2020    | 2021    | 2022    | 2023    |
| ------- | ------- | ------- | ------- | ------- | ------- | ------- | ------- | ------- | ------- | ------- | ------- | ------- | ------- |
| 800.000 | 800.000 | 810.906 | 770.000 | 850.000 | 860.000 | 895.000 | 858.000 | 838.000 | 853.000 | 601.000 | 505.000 | 875.000 | 936.000 |

## Indeling
Walibi Holland bestaat uit een aantal themagebieden met daarin telkens attracties, souvenirwinkels en horecapunten.

### Gebieden

#### Main Street

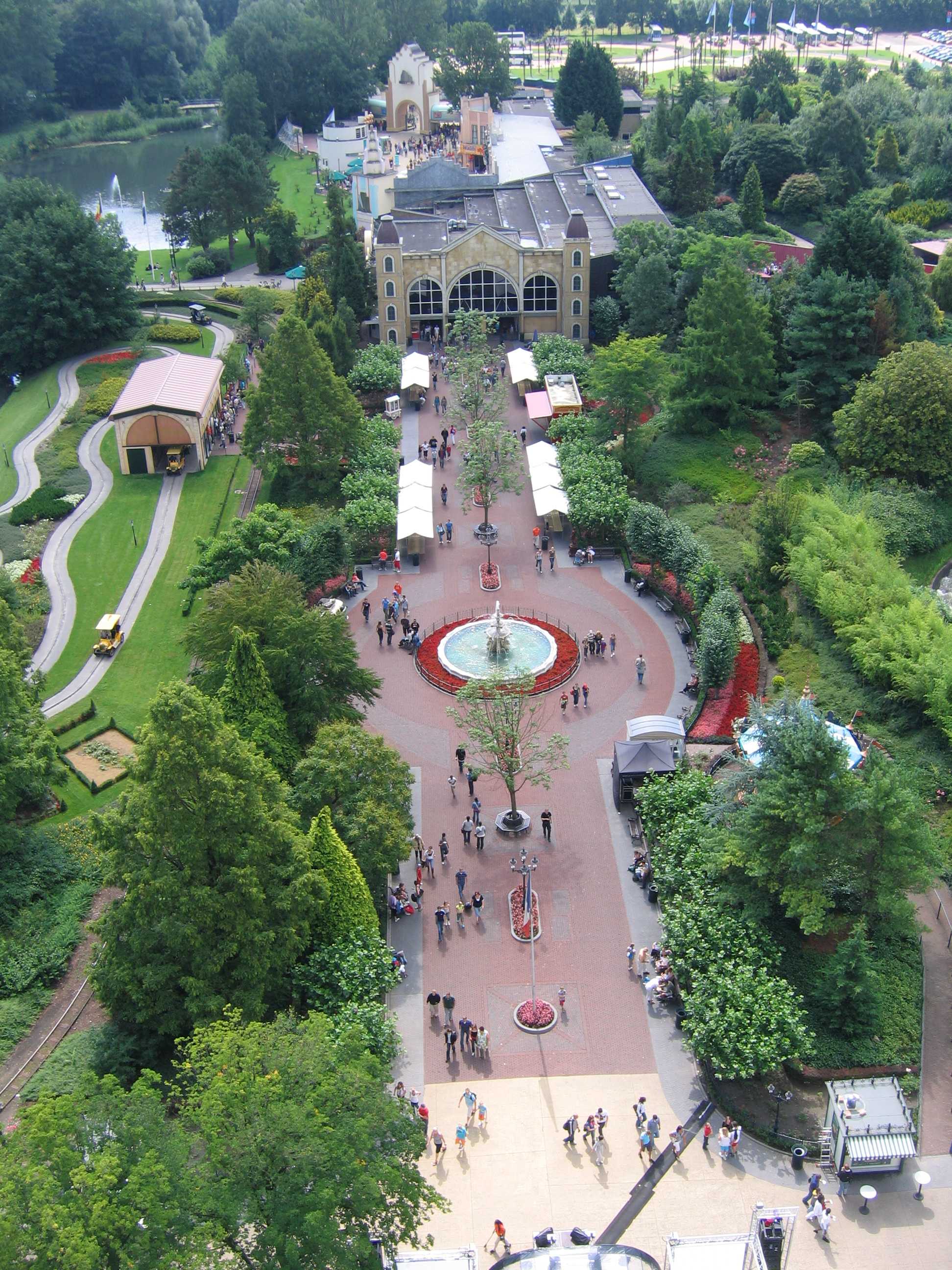
Oud zicht op 'Main Street' vanuit reuzenrad.

Dit gebied omvangt onder andere het entreegebied van Walibi Holland, met een winkeltjes, Guest Service, en sportcafé. In de Hall of Fame bevindt zich de achtbaan Xpress: Platform 13, een horecapunt en souvenirwinkel. Het gebied loopt door tot Le Tour des Jardins en La Grande Roue. Tot 2018 was dit gebied opgesplitst tussen "Hollywood: The Main Street" en "France".

#### Speed Zone

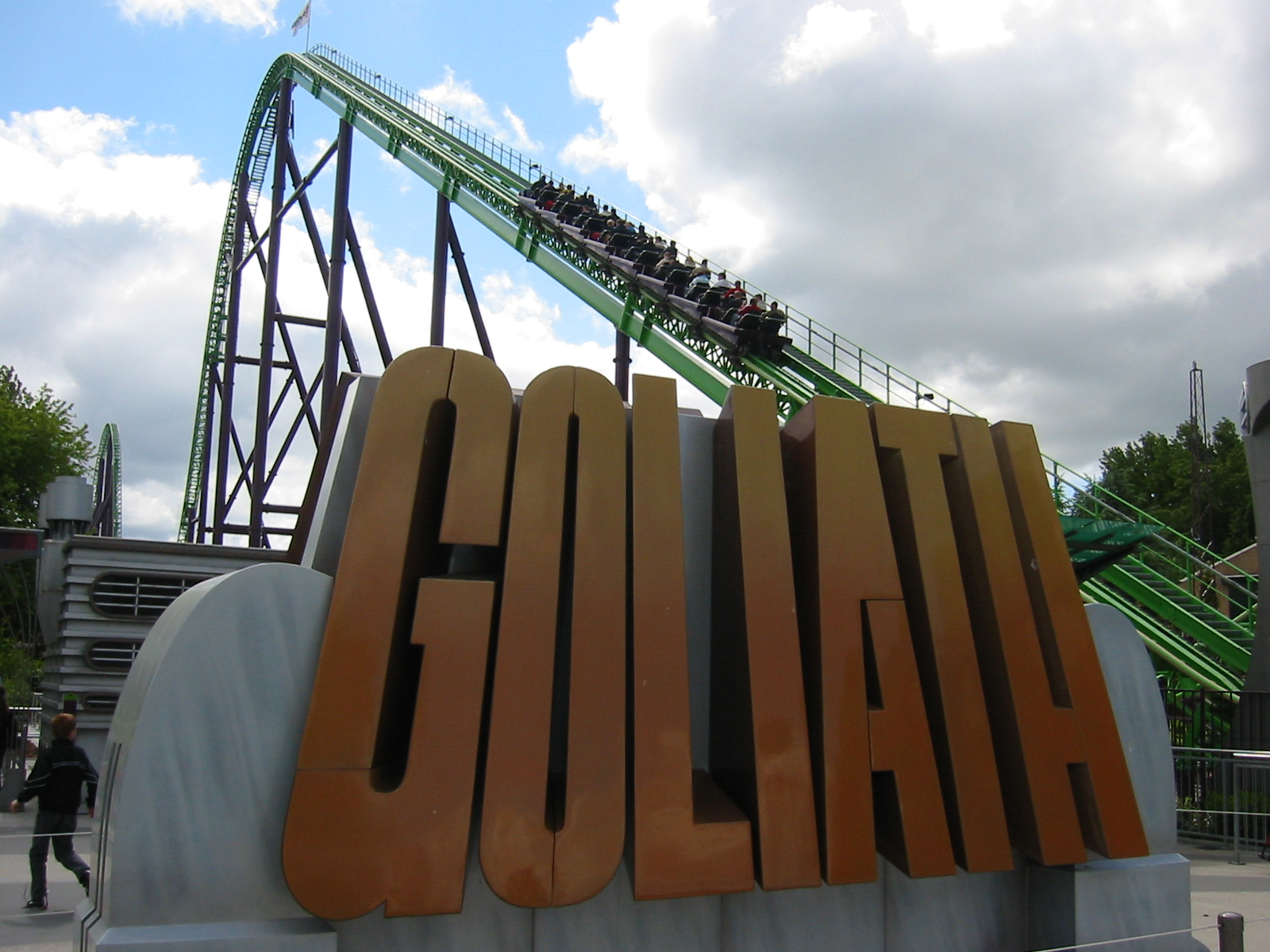
Bord met op de achtergrond de achtbaan Goliath in zijn vorige kleuren.

De Speed Zone is het thuisgebied van de achtbaan Goliath, misschien wel de bekendste attractie van Walibi Holland. Ook de andere attracties in de Speed Zone zijn vooral gericht op "thrill seekers". Zo staat er een enterprise en de Space Shot. Eerder Fantasy of Flight (1998-1999). De kindvriendelijke versie van deze attractie, Space Kidz, is hier naast te vinden. Bij de entree van het gebied zijn er spellen tegen betaling te vinden in de Game Street. Het gebied is grotendeels gebouwd in 1998 en in 2000 en 2002 werden de Race Way Go-Karting en Goliath toegevoegd. De Aqua Gusto werd in 2009 geplaatst en in 2013 weer uit het park verwijderd.

#### Speed Zone Off Road
Speed Zone Off Road is het sub-themagebied die in 2023 opende en bevat familievriendelijke attracties. Hier zijn de achtbaan Eat my Dust, fietsmolen Wind Seekers en een horecagelegenheid te vinden. Dit gebied vervangt de kartbaan Kart Fight die in 2018 sloot.

#### Play Ground
In dit gebied staan de attracties Splash Battle, Super Swing, Spinning Vibe en Merrie Go'round. Eerder onder de naam W.A.B Plaza (2011-2023), Italia (2000-2010) en Belle époque (1994-1999). Tevens was hier tot 2007 de boemerang-achtbaan La Via Volta te bezoeken. Italia onderging tijdens de winterstop 2010/2011 een metamorfose: zo werd de achtbaan Speed of Sound en enkele andere attracties vernieuwd. Na seizoen 2023 werd het themagebied veranderd in Play Ground en werden de attracties veranderd om speelgoed en “festivalization” weer te geven. Ook arcadehal Sugar Shot en restaurant Club W.A.B werden aangepakt, waarbij de laatste veranderde naar Yummy Tummy; een restaurant met verschillende keukens en een bar.

#### Exotic
In het themagedeelte Exotic kan men terecht in de omgekeerde achtbaan Condor. Eerder onder de naam Mexico (1994-2013). De wildwaterbaan, El Rio Grande, polyp Los Sombreros en botsauto's Tequila Taxi's en Mini Taxi's zijn ook te vinden in dit gebied. Horecagelegenheid en souvenirwinkel Hacienda wordt omringd door de attracties in Exotic.

#### Wilderness
Het themagebied Wilderness is de thuisbasis voor attracties als het madhouse Merlin's Magic Castle en de topspin Blast. Ook staat hier de attractie Skydiver, waarvoor men apart moet betalen. Eerder heette dit themagebied Sherwood Forest (2000-2018) en Zanzibar (1995-1999). In dat jaar sloot ook de middeleeuwse houten achtbaan Robin Hood om in 2019 plaats te maken voor Untamed.

#### Walibi Play Land
Een gebied speciaal voor de allerkleinsten onder de bezoekers. Eerder Walibi Land (2005-2010), Bugs Bunny Wereld (2000-2004) en Kinderdorp (1994-1999). In 2011 zijn de zes attracties van Walibi Play Land vernieuwd in de stijl van de band personages van W.A.B en The SkunX.

#### Zero Zone
Eerder onder de naam Wild Wild West (2000-2015), wat naar het Wilde Westen gethematiseerd was. In 1994 werd de boomstamattractie Crazy River, en in 2000 de frisbee The Tomahawk geplaatst. De Flying Dutchman Goldmine werd in 2011 door de toenmalige Wok's Waanzin, nu Drako genaamd, vervangen. Deze familieachtbaan werd verplaatst vanuit het huidige Walibi Play Land. Voormalig themagebied Canadian Yukon (2000-2010), eerder Canada (1994-1999) is toen ook bij Wild Wild West getrokken. 
In april 2012 opende in Wild Wild West Club Psyke: 5D Experience, dat eind 2016 weer sloot. In seizoen 2016 werd de nieuwe achtbaan Lost Gravity geopend, waardoor Hudson Bay moest sluiten. Het themagebied werd hierbij omgedoopt tot Zero Zone. Op 13 april 2017 opende de nieuwe virtual reality-attractie NeuroGen op de plaats waar eerst de 5D Experience te bewonderen was. Begin 2022 sloot de attractie echter alweer, na in 2019 voor het laatst open geweest te zijn door de coronamaatregelen.

#### YOY
In april 2025 opende een nieuw gebied, met de duellerende achtbaan YOY. In samenwerking met Rocky Mountain Construction zijn de twee Raptor banen, Thrill en Chill, gebouwd. De twee achtbanen banen zijn respectievelijk bedoeld voor waaghalzen en families. Ook opende hier een nieuw horecagelegenheid genaamd 'Flavors'.

## Attracties

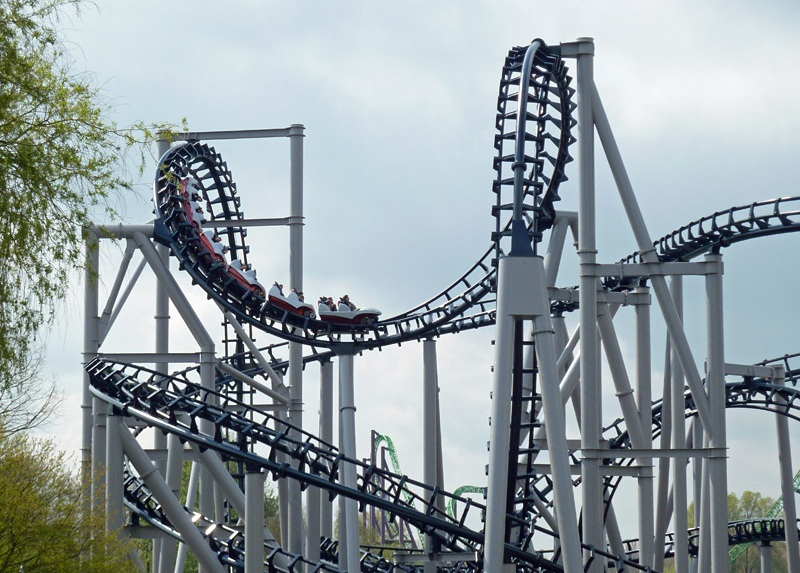
Achtbaan Xpress

| Gebied              | Naam                     | Type attractie                      | Openingsjaar | Bouwer                      | Opmerkingen |
| ------------------- | ------------------------ | ----------------------------------- | ------------ | --------------------------- | --- |
| Main Street         | La Grande Roue           | Reuzenrad                           | 2000         | Vekoma                      | |
| Main Street         | Le Tour des Jardins      | Rondrit                             | 2000         | Chance Rides                | |
| Main Street         | Pavillon de Thé          | Theekopjesattractie                 | 2000         | Chance Rides                | |
| Main Street         | Xpress: Platform 13      | Stalen lanceerachtbaan, LSM Coaster | 2000         | Vekoma                      | SBNO in 2011, heropend in 2012                                                                                      |
| Speed Zone          | Goliath                  | Megacoaster                         | 2002         | Intamin AG                  | 46,8 meter hoog, maximumsnelheid van 106 km/h                                                                       |
| Speed Zone          | G-Force                  | Enterprise                          | 1998         | HUSS Park Attractions       | |
| Speed Zone          | Space Kidz               | Vrije val                           | 2000         | SBF Visa                    | |
| Speed Zone          | Space Shot               | Shot and Drop                       | 1998         | S&S Power                   | 60 meter hoog, maximumsnelheid van 85 km/h                                                                          |
| Speed Zone Off Road | Eat my Dust              | Stalen achtbaan                     | 2023         | Zamperla                    | Familieachtbaan |
| Speed Zone Off Road | Wind Seekers             | Magic Bikes attractie               | 2023         | Zamperla                    | |
| YOY                 | YOY Chill                | Single-Rail Raptor                  | 2025         | Rocky Mountain Construction | |
| YOY                 | YOY Thrill               | Single-Rail Raptor                  | 2025         | Rocky Mountain Construction | |
| Play Ground         | Merrie Go'round          | Draaimolen                          | 1992         | SBF Visa                    | |
| Play Ground         | Spinning Vibe            | Magic                               | 2000         | HUSS Park Attractions       | |
| Play Ground         | Speed of Sound           | Shuttle-achtbaan Model: Boomerang   | 2000, 2011   | Vekoma                      | SBNO van 2007 tot en met 2010. Daarna in 2011 heropend als Speed of Sound na verbouwing. Heette eerst La Via Volta. |
| Play Ground         | Super Swing              | Zweefmolen                          | 1992         | Zierer                      | |
| Play Ground         | Splash Battle            | Splash Battle                       | 2005         | Preston & Barbieri          | |
| Play Ground         | Walibi Express           | Rondrit (Parktrein)                 | 1994         | Chance Rides                | |
| Exotic              | Condor                   | Omgekeerde achtbaan                 | 1994         | Vekoma                      | Suspended Looping Coaster                                                                                           |
| Exotic              | El Rio Grande            | Wildwaterbaan                       | 1994         | Vekoma                      | |
| Exotic              | Los Sombreros            | Polyp                               | 1994         | Soriani & Moser             | |
| Exotic              | Mini Taxi's              | Botsauto's                          | 2000         | SBF Visa                    | Max. 1,40 m |
| Exotic              | Tequila Taxi's           | Botsauto's                          | 2000         | SBF Visa                    | |
| Wilderness          | Blast                    | Topspin                             | 2000         | HUSS Park Attractions       | Heette tot en met 2018 Excalibur                                                                                    |
| Wilderness          | Merlin's Magic Castle    | Madhouse                            | 2000         | Vekoma                      | |
| Wilderness          | Skydiver                 | SkyDiver                            | 2002         | Funtime                     | Tegen betaling |
| Wilderness          | Untamed                  | Stalen hybride achtbaan             | 2019         | Rocky Mountain Construction | Gebouwd op fundering en met onderdelen van voormalige houten achtbaan Robin Hood (achtbaan)                         |
| Walibi Play Land    | Fibi's Bubble Swirl      | Luchtballonnencarrousel             | 2000         | SBF Visa                    | |
| Walibi Play Land    | Squad's Stunt Flight     | Red Baron                           | 1994         | SBF Visa                    | |
| Walibi Play Land    | Walibi's Fun Recorder    | Theekopjesattractie                 | 2000         | SBF Visa                    | |
| Walibi Play Land    | Zenko's Graffity Shuttle | Vliegend Tapijt                     | 2000         | SBF Visa                    | |
| Walibi Play Land    | Haaz' Garage             | Rondrit                             | 2000         | SBF Visa                    | |
| Walibi Play Land    | W.A.B World Tour         | Rondrit                             | 2000         | SBF Visa                    | |
| Zero Zone           | The Tomahawk             | Frisbee                             | 2000         | SBF Visa                    | |
| Zero Zone           | Drako                    | Stalen achtbaan                     | 1992         | Zierer                      | |
| Zero Zone           | Crazy River              | Boomstamattractie                   | 1994         | MACK Rides                  | |
| Zero Zone           | Walibi Express           | Rondrit (Parktrein)                 | 1994         | Chance Rides                | |
| Zero Zone           | Lost Gravity             | Stalen achtbaan                     | 2016         | MACK Rides                  | |

### Verwijderde attracties
| Naam                             | Type attractie                      | Bouwer                | Jaren in het park | Reden van verwijdering                                                                                                  | Nieuwe plaats en naam                                                                              |
| -------------------------------- | ----------------------------------- | --------------------- | ----------------- | --- | -------------------------------------------------------------------------------------------------- |
| Niagara Falls (eerder Aquachute) | Hara Kiri Raft Slide                | Van Egdom             | 1992 - 1999       | Men zou zich met zo'n attractie niet kunnen onderscheiden van andere attractieparken                                    | Walibi Rhône-Alpes, Surf Music                                                                     |
| Safari                           | Draaimolen                          |                       | 1994 - 1999       | | |
| Slippery Mountain                | Glijbaan                            |                       | 1994 - 1999       | | |
| Tequila Ride                     | Rondrit in kas                      | Metallbau Emmeln      | 1994 - 1999       | Beschadigd door hagelbui, verwijderd door Six Flags Holland in 2000                                                     | |
| Waikiki Wave                     | Schuine topspin                     | Vekoma                | 1995 - 1999       | Te veel lawaai, vervangen door Excalibur.                                                                               | |
| Double Invertor                  | Looping Schip                       | Chance Rides          | 2000 - 2004       | Men zou zich met zo'n attractie niet kunnen onderscheiden van andere attractieparken                                    | Walibi Rhône-Alpes, Le Tomahawk                                                                    |
| Tornado                          | Chaos                               | Chance Rides          | 2000 - 2004       | Men zou zich met zo'n attractie niet kunnen onderscheiden van andere attractieparken                                    | Walibi Sud-Ouest, Kosmic                                                                           |
| El Toro                          | Breakdance                          | HUSS Park Attractions | 2000 - 2005       | Men zou zich met zo'n attractie niet kunnen onderscheiden van andere attractieparken                                    | Bellewaerde, El Toro                                                                               |
| Sherwood's Revenge               | Tri Star                            | HUSS Park Attractions | 1995 - 2006       | Verplaatst naar ander attractiepark                                                                                     | La Mer de sable, Péroké                                                                            |
| Aztec                            | Vliegend tapijt                     | HUSS Park Attractions | 2000 - 2008       | Ongeluk in het Zweedse pretpark Liseberg met een gelijkaardige attractie                                                | Afgebroken, omdat de veiligheid niet gegarandeerd kan worden. Verplaatst naar een Iraaks pretpark. |
| Flying Dutchman Goldmine         | Wildemuis-achtbaan                  | MACK Rides            | 2000 - 2010       | Verplaatst naar ander attractiepark                                                                                     | La Mer de sable, Tiger Express                                                                     |
| Kids Playground                  | Overdekte ballenbak                 | Soft Play             | 2005 - 2012       | Verplaatst naar ander attractiepark                                                                                     | |
| Aqua Gusto                       | Waterballonnen gevechtsspeeltoestel |                       | 2009 - 2012       | | |
| Les Petits Chevaux               | Luchtballonnencarrousel             | Wood Design           | 2000 - 2014       | Plaats maken voor een betere doorstroming                                                                               | |
| Hudson Bay                       | Schommelschip                       | Fabbri Group          | 1994 - 2015       | Paste niet in de omgeving van de nieuwe achtbaan Lost Gravity                                                           | |
| Club Psyke: 5D Experience        | 4D-film                             |                       | 2012 - 2016       | Moet plaats maken voor de nieuwe attractie NeuroGen, die beter past in de Zero Zone van de nieuwe achtbaan Lost Gravity | |
| Kids Kartbaan                    | Karting                             |                       | 2000 - 2016       | | |
| Robin Hood                       | Houten achtbaan                     | Vekoma                | 2000 - 2018       | Vervangen door Untamed                                                                                                  | |
| Kart Fight                       | Kartbaan                            |                       | 2000 - 2018       | Midden 2022 verwijderd na een tragisch ongeval op 5 mei 2018.                                                           | |
| NeuroGen                         | Virtual reality                     | I-MOR B.V. Quince     | 2017-2022         | Door coronapandemie vanaf 2020 niet meer in gebruik en vervangen door spookhuis SLAUGHTERHOUSE SBNO                     | |

## Toekomst[43]
Walibi Holland werkt met 10-jarenplannen, waarvan de plannen voor de komende 3 tot 5 jaar al redelijk concreet vastliggen. Soms lekken hiervan dingen uit; het volgende is anno 2024 al bekend:
Tussen 2026 en 2029 wordt het vakantiepark Walibi Village uitgebreid en verbeterd. Ook komt er tussen het attractiepark en dit vakantiepark een indoorattractiegebied, vergelijkbaar aan de hallen van Toverland. Zo wil Walibi Holland meer binnenattracties hebben, vooral voor de winteropening.
Het moederbedrijf van Walibi Holland, Compagnie des Alpes, wil dat al hun parken in 2030 CO2-neutraal zijn.

## Shows
In 2007 waren er drie nieuwe shows te zien in Walibi Holland. In oktober van dat jaar waren er vier te zien. In 2008 werd de show Walibi Live toegevoegd aan het park. De andere drie shows waren in 2007 ook al te zien. In 2010 wordt een nieuwe show aan met poppen aangekondigd, ter vervanging van het Toverfestijn van Merlijn. Om onbekende redenen ging deze show niet door. Wel was in 2010 Christian Farla terug in de Crazy Horse Saloon. In het voorseizoen waren Scott & Muriel te zien in hetzelfde theater.
Het jaar 2011 draaide om muziek. Dagelijks om 15.00 uur werd er ROCKSTARS: The Battle! opgevoerd op het hoofdpodium, een Music Battle tussen de twee bands W.A.B (Walibi's Adventure Band) en The SkunX. Scott & Muriel keerden dit jaar ook terug in de Crazy Horse Saloon. Zij waren echter niet het hele jaar in Walibi Holland. De show werd in juli vervangen door Charlie's Angels Tribute: Showgirls of Magic.
Sinds 2012 zijn er in het park geen dagelijkse shows meer te vinden.
| Jaar | Shownaam                                 | Beschrijving |
| ---- | ---------------------------------------- | --- |
| 2005 | Return to King Solomon's Mines           | Vervolg op de populaire stuntshow uit 1995, waarbij men dit keer terugkwam bij de King Solomon's Mines                                          |
| 2005 | Walibi en z'n vriendjes                  | Kindershow waarin Walibi jarig is en denkt dat de anderen dat niet weten.                                                                       |
| 2005 | Los Trampoleros                          | Trampolineshow met een Mexicaans tintje |
| 2005 | Walibi en de Plaaggeest                  | Kindershow met onder andere Walibi, Rocky de Bever, Mama Lily en Splash de Olifant. Was alleen te zien in oktober.                              |
| 2006 | Freak Circus                             | Circusshow opgevoerd in de Salloon van themagebied Wild Wild West                                                                               |
| 2006 | Walibi en de Plaaggeest                  | Kindershow met onder andere Walibi, Rocky de Bever, Mama Lily en Splash de Olifant. Was alleen te zien in oktober.                              |
| 2006 | Making of Return to King Solomon's Mines | Vervolg op de populaire stuntshow uit 1995, waarbij men dit keer kon kijken hoe zo'n show gemaakt werd.                                         |
| 2006 | Walibi en z'n vriendjes                  | Kindershow waarin Walibi jarig is en denkt dat de anderen dat niet weten.                                                                       |
| 2006 | Waanzinnig Walibi Show                   | Eenmalige show speciaal gemaakt voor de pretparkfans met gastheren Sjon & Sjeffrie.                                                             |
| 2007 | Toverfestijn van Merlijn                 | Goochelshow met Wok de Draak en een kwakzalver.                                                                                                 |
| 2007 | Walibi en de IJskoning                   | Kindershow in Walibi Land met onder andere Walibi, Rocky de Bever, Mama Lily en Splash de Olifant                                               |
| 2007 | Urban Illusions                          | Illusionistenshow gemengd met Hip Hop, was te zien in themagebied Wild Wild West                                                                |
| 2007 | Walibi en de Plaaggeest                  | Kindershow met onder andere Walibi, Rocky de Bever, Mama Lily en Splash de Olifant. Was alleen te zien in oktober.                              |
| 2007 | Waanzinnig Walibi Show                   | Wegens groot succes voor de 2e keer een show speciaal voor de pretparkfans met het duo Sjon & Sjeffrie tijdens het evenement Waanzinnig Walibi. |
| 2008 | Toverfestijn van Merlijn                 | Goochelshow met Wok de Draak en een kwakzalver.                                                                                                 |
| 2008 | Walibi en de IJskoning                   | Kindershow in Walibi Land met onder andere Walibi, Rocky de Bever, Mama Lily en Splash de Olifant                                               |
| 2008 | Walibi Live                              | Interactieve straatshow met Walibi, Walibelle, Splash de Olifant en Rocky de Bever                                                              |
| 2008 | Walibi en de Plaaggeest                  | Kindershow met onder andere Walibi, Rocky de Bever, Mama Lily en Splash de Olifant. Was alleen te zien in oktober.                              |
| 2009 | Toverfestijn van Merlijn                 | Goochelshow met Wok de Draak en een kwakzalver.                                                                                                 |
| 2009 | Christian Farla Live                     | Illusionistenshow met Christian Farla te zien in het Christian Farla's Magic Theatre (voormalig Crazy Horse Saloon)                             |
| 2009 | Jo's Streetparty                         | Interactieve straatshow met Walibi, Walibelle en Jo de Pelikaan                                                                                 |
| 2009 | Dubbelfriss Cooldownparty                | In het hoogseizoen organiseert Dubbelfrisss ism Sjon & Sjeffrie een dagelijkse cooldownparty. Een mobiele roadshow door het gehele park.        |
| 2010 | Toverfestijn van Merlijn                 | Goochelshow met Wok de Draak en een kwakzalver.                                                                                                 |
| 2010 | Christian Farla Live                     | Illusionistenshow met Christian Farla te zien in het Christian Farla's Magic Theatre                                                            |
| 2010 | Scott & Muriel                           | Comedyshow Scott & Muriel, te zien in het voorseizoen in het "Magic Theatre"                                                                    |
| 2010 | Walibi's Roadshow                        | Mobiele Roadshow met mascotte Walibi die het gehele park opvrolijkt met zomerse beats                                                           |
| 2011 | Scott & Muriel                           | Comedy en illusionistenshow te zien in de Crazy Horse Saloon                                                                                    |
| 2011 | Rockstars: The Battle                    | Eindshow tussen W.A.B en The SkunX |
| 2011 | Meet & Greets                            | W.A.B vanaf 13.30 uur in W.A.B Plaza & The SkunX om 14.00 uur in Sherwood Forest                                                                |
| 2011 | Showgirls Of Magic                       | Charlie's Angels Tribute |

## Evenementen
Fantasy Festival
Op 30 januari 2010 kondigde Walibi Holland dit nieuwe evenement aan. Het werd gehouden in het voorseizoen van 2010, 2011 en 2012, en zorgde voor een fantasiesfeer. In 2013 keerde dit festival niet terug.
New Years Eve
Sinds 2005 viert Walibi Holland elke woensdag in de twee laatste weken van juli en de twee eerste weken van augustus nieuwjaar. Dit heet het New Year's Eve, het park en alle attracties zijn dan geopend.
In 2010 was dit evenement voor het laatst. De gemeente geeft geen vergunning meer af met toestemming om het park later dan 23.00 uur geopend te houden.
Summer Nights
Summer Nights was een zomerfestival dat jaarlijks georganiseerd werd tussen 2011 en 2014 op verschillende woensdagavonden in de maanden juli en augustus. Het evenement stond in het teken van muziekoptredens verspreid over het park. Tijdens de edities van 2011, 2012 en 2013 was er aan het eind van de avond ook een vuurwerkshow. In 2014 maakte dit echter niet meer deel uit van het programma. Summer Nights werd voor het laatst georganiseerd op 13 augustus 2014.
Summer Vibez
Summer Vibez was een evenement dat georganiseerd werd in 2015 en 2016. Het evenement was vergelijkbaar met Summer Nights. De laatste editie vond plaats op 17 augustus 2016.
Out of control
Out of Control was een muziekevenement dat jaarlijks georganiseerd werd tussen 2012 en 2017. Het evenement vond plaats rond een podium middenin het park waar gedurende de dag artiesten en dj's optraden. De laatste editie vond plaats op zaterdag 8 juli 2017. In juni 2018 liet Walibi Holland weten dit evenement niet meer te organiseren.
#LEKKERGAAN
#LEKKERGAAN is een zomerfestival dat op zes woensdagen in juli en augustus georganiseerd wordt. Het evenement vond in 2017 voor het eerst plaatst en vervangt het evenement Summer Vibez, dat een vergelijkbaar programma had. De nadruk ligt tijdens #LEKKERGAAN echter minder op muziek maar meer op een festivalsfeer. Het park is tijdens het evenement geopend tot 23:00 uur. Naast de podia zijn er ook heel wat foodtrucks in het park te vinden.
Halloween Fright Nights
Halloween Fright Nights is een halloween-evenement dat voor het eerst georganiseerd werd in 2001. Het evenement wordt gehouden gedurende de 4 weekenden van oktober. Tijdens het evenement zijn er verspreid over het park speciaal ingerichte themagebieden waar acteurs rondlopen. Ook zijn er diverse spookhuizen die tegen betaling bezocht kunnen worden. Het evenement heeft elk jaar een ander thema, dat meestal in de zomer bekend wordt gemaakt.
Tijdens de editie van 2022 was er veel ophef over de komst van een nieuw spookhuis genaamd Slaughterhouse (Engels voor slachthuis), dat was ingericht als een slachterij. Bezoekers werden hangend aan vleeshaken door het spookhuis vervoerd en ervoeren hierbij alles wat er gebeurde tijdens het slachten van een dier, zoals wassen, scheren, afschieten, kruiden, malen bakken en keuren. Dit idee schoot bij de Dierenbescherming en Animal Rights in het verkeerde keelgat. Het was echter bedoeld om mensen bewust te maken van het proces van slachten en ze op deze manier minder vlees te laten eten.Slaugterhouse is daarom ook te bezoeken tijdens de editie van 2023. Op deze editie was veel kritiek, mensen vonden het te druk en klaagden over veel te lange wachttijden. Dit kwam onder andere door een hardnekkig personeelstekort waardoor veel attracties tijdens de Fright Nights gesloten waren. Hierdoor waren er veel minder attracties, toiletten en horecagelegenheden open, waardoor er wachtrijen voor de wel geopende wc's waren en er niet altijd plek bij de wel geopende horecagelegenheden was.
Spooky Days
Vanaf 2019 zijn er de Spooky Days. Dit is een halloween-evenement special voor kinderen van 6 tot 12 jaar en vindt plaats overdag, van 10.00 tot 17.00 uur, in de vier weekenden van oktober en doordeweeks in de herfstvakantie. Er worden overdag extra kind vriendelijke monsters ingezet in verschillende scare zones.
Bright Nights
Sinds de winter van 2022-23 is het park ook in de kerstvakantie geopend, onder de noemer Bright Nights. Dan hangt er kerstverlichting in het park en is er winters entertainment, waaronder grote lichtshows, ook is het park tijdens dit evenement tot 20:00 geopend
Walibi Play
Walibi Play is een jaarlijks game-evenement dat wordt georganiseerd. Het evenement combineert gamen met het attractieparkbezoek en richt zich voornamelijk op kinderen vanaf zes jaar, tieners en gezinnen.

## Mascottes

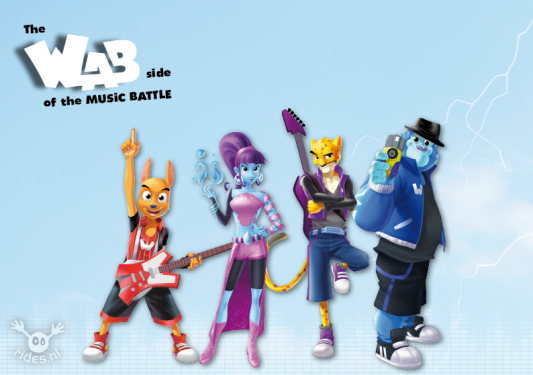
W.A.B

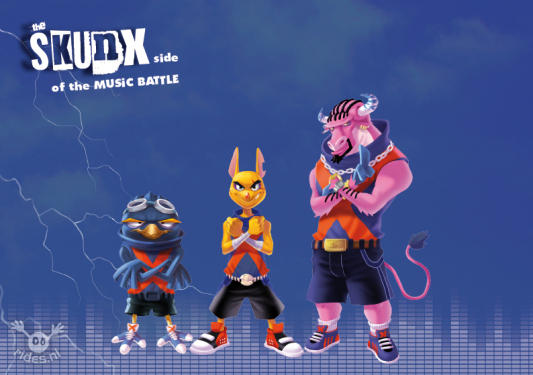
Skunx

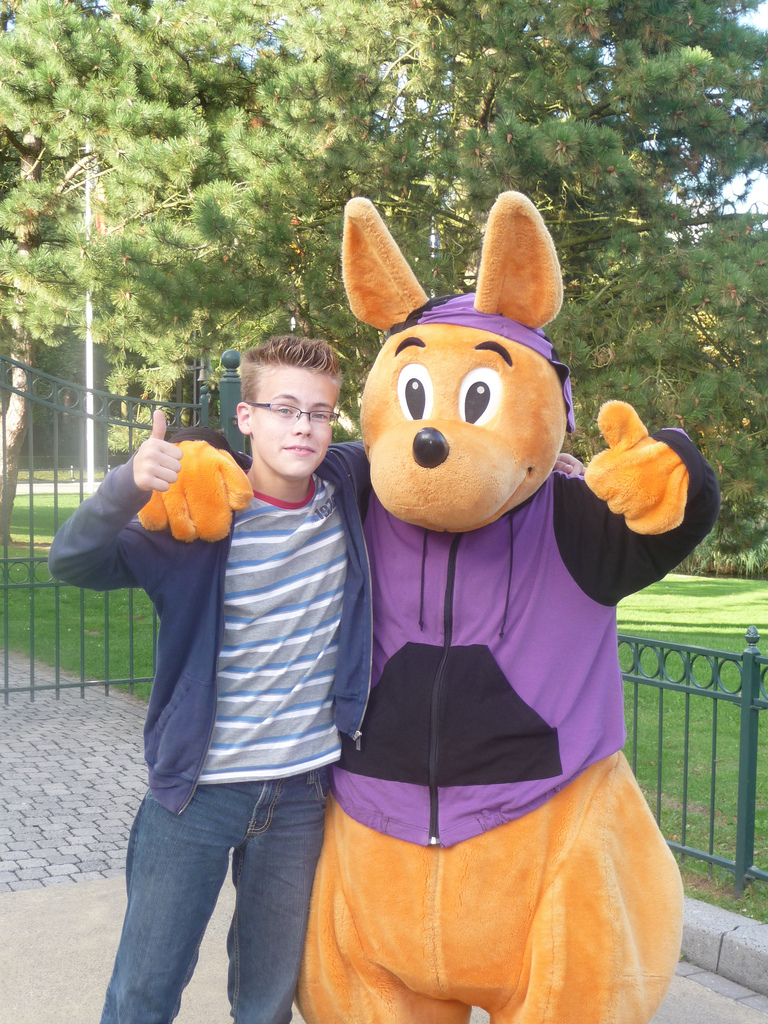
Oude Walibi-mascotte

Walibi Holland had vanaf 2005 een groot aantal mascottes, er is speciaal voor deze mascottes gekozen om het gevoel van een familiepark te creëren. Een wisselend aantal was te vinden in het park tijdens shows en fotomomenten. Na 2010 werd er voor een andere invulling van de mascottes gekozen.
Originele mascottes
| Naam mascotte     | Jaar                         | Kenmerk                                       | Stemacteur                            | Acteur |
| ----------------- | ---------------------------- | --------------------------------------------- | ------------------------------------- | ------ |
| Walibi            | 1994 t/m 1999; 2005 t/m 2010 | Gastheer Walibi Holland                       | Peter van Wijngaarden                 |        |
| Walibelle         | 2005 t/m 2010                | Gastvrouw Walibi Holland                      | Carolina Dijkhuizen                   |        |
| Splash de Olifant | 2005 t/m 2010                | Aangeboren onhandigheid                       | Martin Meijer                         |        |
| Wok de Draak      | 2005 t/m 2010                | Heeft Aziatische wijsheid                     | Scott Bravenboer                      |        |
| Doedoe de Pinguïn | 2005 t/m 2010                | Heeft het altijd koud                         | Rudy Hellewegen                       |        |
| Rocky de Bever    | 2005 t/m 2010                | Amerikaanse klusjesman                        | Michael Diederich/Martijn Brandenburg |        |
| Mama Lily         | 2005 t/m 2010                | De 'moeder' van alle mascottes, een nijlpaard | Danielle Veneman/Carolina Dijkhuizen  |        |
| Jo de Pelikaan    | 2005 t/m 2010                | Hysterische vogel                             | Rudy Hellewegen                       |        |

Eerder in 2007 kreeg Jo een gastrolletje in de show Waanzinnig Walibi van Sjon & Sjeffrie. De reacties waren zo goed dat de mascotte in 2009 werd overgeplaatst vanuit België naar Nederland. In 2009 kreeg Jo een grote rol bij de openingsshow en bij de Street Party.
In Walibi Play Land hadden de meeste mascottes ook een eigen attractie. Deze zijn bij de rebranding in 2011 hernoemd naar de nieuwe mascottes.
Mascottes vanaf 2011
In 2011 werd het uiterlijk van mascotte Walibi veranderd. Walibelle werd ingeruild voor Squad, de gemene tweelingbroer van Walibi en tegelijk werden ook de andere mascottes vervangen. Attracties in het kindergebied die naar de oude mascottes genoemd waren, werden naar de nieuwe mascottes hernoemd. De meeste van die nieuwe mascottes waren echter maar drie jaar te zien in het park: vanaf 2016 was alleen nog de vernieuwde Walibi zelf in het park te vinden. Deze werd eind 2016 echter ook uit het logo gehaald en wordt tegenwoordig niet meer vermeld.
Mascottes vanaf 2021
In 2021 is de mascotte van Walibi weer veranderd. Deze keer gingen ze voor een wat meer kindvriendelijkere versie. Inplaats van een coole rockster, werd Walibi in een rogge knuffelbeer veranderd. Eigenlijk had de nieuwe mascotte in 2020 al voorgesteld moeten worden, maar vanwege COVID-19 is dat een jaar opgeschoven. De oude mascottes uit W.A.B behielden echter nog steeds hun attracties Walibi Playland.
| Naam mascotte | Leeftijd | Soort         | Jaren          | Kenmerk                              | Stemacteur       | Zangstem                                     | Park Acteur                                                                            |
| ------------- | -------- | ------------- | -------------- | ------------------------------------ | ---------------- | -------------------------------------------- | -------------------------------------------------------------------------------------- |
| Walibi        | 16 jaar  | Kangoeroe     | 2021 t/m heden | Kindvriendelijkere Walibi mascotte   | Jimmy Doodeman   | Jimmy Doodeman                               | Onbekend                                                                               |
| Walibi        | 15 jaar  | Kangoeroe     | 2011 t/m 2019  | Zanger van W.A.B                     | Job Bovelander   | Joh Bovelander (alleen in het park en shows) | Alex Helmers                                                                           |
| Squad         | 15 jaar  | Kangoeroe     | 2011 t/m 2015  | Tweelingbroer van Walibi             | Tony Neef        | Tony Neef (in shows)                         | Kevin van der Pad                                                                      |
| Fibi          | Onbekend | Waternimf     | 2011 t/m 2015  | Zangeres van W.A.B                   | Sanne Bosman     | Vivien Eileen Bauernschmidt                  | Daphne Loeff                                                                           |
| Haaz          | 14 jaar  | Jachtluipaard | 2011 t/m 2013  | Gitarist van W.A.B                   | Tony Neef        | Tony Neef (park&shows)                       | Giorgio Costa                                                                          |
| Zenko         | 16 jaar  | Gorilla       | 2011 t/m 2013  | Drummer van W.A.B                    | Paul Klooté      | Onbekend                                     | John Kwakman                                                                           |
| Loco          | 15 jaar  | Stier         | 2011 t/m 2013  | Drummer van SkunX                    | Henk van den Bos | Onbekend                                     | Matthijs Verf                                                                          |
| Motiv         | 13 jaar  | Raaf          | 2011 t/m 2013  | Gitarist van SkunX                   | Scott Bravenboer | Onbekend                                     | Remses Rafaela                                                                         |
| Presentator   | Onbekend | Mens          | 2011 t/m 2013  | Presentator van Rockstars the Battle | Live             | Live                                         | Henk van den Bos, Kevin Kouwenhoven, Scott Bravenboer, Stef van Gelder, Nick Teunissen |

Mascottes tijdens evenementen
| Naam mascotte  | Evenement               | Actief     | Kenmerk                                       | Acteur                         |
| -------------- | ----------------------- | ---------- | --------------------------------------------- | ------------------------------ |
| Eddie de Clown | Halloween Fright Nights | 2006-heden | (horror)clown, entertainer en massamoordenaar | Rudy Hellewegen                |
| Daysee         | Halloween Spooky Days   | 2019-heden | Circus clown, Haat Eddie de Clown.            | Milou van Mieghem Daphne Loeff |

## Rolstoelvriendelijkheid
In 2009 won Walibi Holland voor de tweede keer de prijs voor meest rolstoelvriendelijke park van Nederland. Rollerpark.nl vond dat Walibi Holland zeer vlakke en goede paden in het park had. Ook vonden ze het personeel van Walibi Holland zeer vriendelijk en behulpzaam. Rolstoelgebruikers hoeven niet lang te wachten voor de attracties. Ze mogen via de uitgang naar binnen, en zijn dan meestal direct aan de beurt. In 2006 won Walibi Holland deze tweejaarlijkse prijs ook, in 2012 zette rollerpark.nl vraagtekens bij de toegankelijkheid tijdens de Halloween Fright Nights.

## Enkele bijzonderheden
- Snelste achtbaan van Nederland, hoogste en langste achtbaan van de Benelux (Goliath). Tussen 2006 en 2008 was Goliath die titel van hoogste achtbaan in de Benelux kwijt aan Vertigo in Walibi Belgium. Nadat die achtbaan gesloopt werd, kreeg Goliath deze titel terug. In juni 2019 ging de titel 'snelste achtbaan van de Benelux' naar Fury in Bobbejaanland. Oorspronkelijk had de Goliath ook de titel voor steilste, maar deze verloor hij vrij snel na de opening van Typhoon in Bobbejaanland. In 2021 ging de titel van hoogste achtbaan alsnog verloren aan het zusterpark in België, ditmaal door de opening van de Kondaa. Deze achtbaan is ook meteen de snelste van de Benelux met 113 km/u.

- El Condor was de eerste omgekeerde achtbaan van Vekoma ter wereld, de eerste omgekeerde tweezitsachtbaan ter wereld en de eerste omgekeerde achtbaan op het Europese vasteland. De eerste omgekeerde achtbaan van Europa staat op naam van Alton Towers, met Nemesis. Deze ging ongeveer twee maanden eerder open dan El Condor.[53]
- Splash Battle was de eerste Splash Battle in heel de wereld. Inmiddels staat er in meerdere parken een dergelijke attractie.[54]
- Polderpret is een zesdelige realityserie die zich afspeelt in het toenmalige Walibi Flevo, het jaar voordat Six Flags het park enorm uitbreidt. De serie werd in 1998 opgenomen en uitgezonden op RTL 4. Een aflevering duurt ongeveer 30 minuten.[55]
- Walibi staat centraal in het slot van seizoen 9 van de politieserie Flikken Maastricht.
- Walibi Holland valt met de Halloween Fright Nights in de prijzen bij de Scare Awards. Het park wint in de categorieën Best Event en Best Scare Actors de eerste prijs.[56]